# Илжа (гмина)
Илжа (пол. Iłża) — гмина (волость) в Польше, входит как административная единица в Радомский повет, Мазовецкое воеводство. Население — 15 761 человек (на 2004 год).

## Демография
| Перепись                       | Всего   | Всего | Женщины | Женщины | Мужчины | Мужчины |
| ------------------------------ | ------- | ----- | ------- | ------- | ------- | ------- |
| Единицы                        | человек | %     | человек | %       | человек | %       |
| Население                      | 15 761  | 100   | 8090    | 51,3    | 7671    | 48,7    |
| Плотность населения (чел./км²) | 61,6    | 61,6  | 31,6    | 31,6    | 30      | 30      |

## Сельские округа
1. Алёйзув
2. Бялка
3. Блазины-Дольне
4. Блазины-Гурне
5. Хваловице
6. Флёренцья
7. Гавожина
8. Ясенец-Илжецки-Гурны
9. Ясенец-Илжецки-Дольны
10. Ясенец-Мазаже
11. Едлянка-Нова
12. Едлянка-Стара
13. Каетанув
14. Колёня-Середзице
15. Кошары
16. Котлярка
17. Кшижановице
18. Маломежице
19. Мазаже-Нове
20. Мазаже-Старе
21. Пакослав
22. Паствиска
23. Пеньки
24. Пилатка
25. Плудница
26. Прендоцин
27. Прендоцин-Колёня
28. Середзице
29. Староседлице
30. Валентынув
31. Михалув
32. Новы-Ясенец-Илжецки
33. Пётрове-Поле
34. Середзице-Заводзе

## Соседние гмины
1. Гмина Броды
2. Гмина Цепелюв
3. Гмина Казанув
4. Гмина Мижец
5. Гмина Жечнюв
6. Гмина Скарышев
7. Гмина Вежбица